# 그레베인키안티
그레베인키안티(이탈리아어: Greve in Chianti)는 이탈리아 토스카나주 피렌체현에 있는 코무네다. 옛 명칭은 그레베였으나, 1972년에 키안티 와인 생산 지역이 행정 구역으로 포함되면서 현재 명칭으로 개명되었다. 피렌체로부터 남쪽 A1 고속도로로 31km, 시에나로부터 북쪽 42km 거리에 있다.
고대 시대 당시에도 그레베는 볼테르라나 가도와 프란치제나 가도라는 두 도로와 잘 연결되어 있어 고립되어 있지 않았다. 오늘날에도 로마와 피렌체를 연결하는 A1 고속도로와 피렌체와 시에나를 연결하는 주도로로 연결되어 있다.

## 역사
그레베와 그 주변 지역은 예전부터 인간들이 살기 시작했던 지역이며, 에트루리아인들과 로마인들의 지배를 받았다. 11세기의 역사적 자료에는 옛 수도원이 오늘날 산프란체스코 언덕이라고 불리는 인근 언덕에 있었다고 언급한다. 프란치스코회는 15세기에 수도원을 세웠고, 그 이전의 수도회에서는 수도원과 작은 병원을 지었다. 조금 더 큰 규모의 거주지는 13, 14세기에 발생하였다.
대부분의 역사를 독립 도시로서 있다가, 그레베는 마침내 피렌체의 지배하에 들어갔고 1861년 이탈리아 통일까지 토스카나 대공국에 속해있었다.

## 자매 도시
| - 덴마크 그레베 - 미국 소노마 - 독일 파이츠회히하임 - 서사하라 파르시아 | - 프랑스 오세르 - 크로아티아 브르토니글라 - 크로아티아 야세니체 - 에스토니아 합살루 |